# Посёлок 5-го отделения совхоза «Михайловский»
5-го отделе́ния совхо́за «Миха́йловский» — посёлок в Панинском районе Воронежской области. Входит в состав Михайловского сельского поселения.

## История
В 2005 году было одобрено переименование посёлка в Политотдельский. Однако, постановления Правительства РФ по этому поводу так и не вышло.

## Население
| 2000 | 2005 | 2010 |
| ---- | ---- | ---- |
| 115  | ↘88  | ↘63  |

## Улицы
- ул. Набережная,
- ул. Полевая,
- пер. Тихий.